# Jogo das Estrelas do Futuro
O Jogo das Estrelas do Futuro (All-Star Futures Game), ou simplesmente Jogo dos Futuros (Futures Game), foi concebido por Jimmie Lee Solomon, vice-presidente executivo de operações de beisebol da Major League Baseball, procurando um evento para servir de vitrine às ligas menores e complementar as festividades da semana do Jogo das Estrelas.
O formato contrapõe dois times de grandes promessas das ligas menores, americanos contra estrangeiros. As primeiras edições criaram pouco interesse na comunidade do beisebol, mas o evento vem ganhando importância a cada ano.
Os elencos para o Jogo dos Futuros são selecionados pela revista Baseball America, em conjunto com a MLB e os 30 clubes. Cada organização é representada, sem mais de dois jogadores de qualquer uma; são 25 jogadores por equipe, divididas em "EUA" (U.S.) e "Mundo" (World), baseando-se no local de nascimento. A partida dura sete entradas, com uma entrada extra disponíveis em caso de empate. Os arremessadores são limitados a uma entrada. A partir de 2020, são divididas entre "Nacional" e "Americano".

## Histórico
| Ano  | Vencedor | Placar | Estádio             | Jogador Mais Valioso | Organização da MLB   |
| ---- | -------- | ------ | ------------------- | -------------------- | -------------------- |
| 1999 | Mundo    | 7–0    | Fenway Park         | Alfonso Soriano      | New York Yankees     |
| 2000 | EUA      | 3–2    | Turner Field        | Sean Burroughs       | San Diego Padres     |
| 2001 | EUA      | 5–1    | Safeco Field        | Toby Hall            | Tampa Bay Devil Rays |
| 2002 | Mundo    | 5–1    | Miller Park         | José Reyes           | New York Mets        |
| 2003 | EUA      | 3–2    | U.S. Cellular Field | Grady Sizemore       | Cleveland Indians    |
| 2004 | EUA      | 4–3    | Minute Maid Park    | Aaron Hill           | Toronto Blue Jays    |
| 2005 | Mundo    | 4–0    | Comerica Park       | Justin Huber         | Kansas City Royals   |
| 2006 | EUA      | 8–5    | PNC Park            | Billy Butler         | Kansas City Royals   |
| 2007 | Mundo    | 7-2    | AT&T Park           | Chin-Lung Hu         | Los Angeles Dodgers  |